# 노토 시모무라번
노토 시모무라번 (能登下村藩(のとしもむらはん))은 노토국 (현재 이시카와현 나나오시 타츠루하마마치)에 존재했던 번이다.

## 개요
겐로쿠 2년 (1689년) 6월, 시나노국 타카토오번주 토리이 타다노리의 가신 타카사카 켄베는 에도성 바바사키문의 수위를 맡고있었으나, 한밤중에 몰래 하타모토 히라오카 요리츠네의 나가야를 기웃거리다 체포되어 주군 타다노리에게도 연좌로 폐문 명령을 받았다. 그런데, 폐문 중인 같은 해 7월 23일에 타다노리가 급사, 체포된 타카사카도 취조 중에 주군 집안에 누를 끼칠까 두려워 혀를 깨물고 자살하였다. 이로 인해, 진상은 어둠에 잠겼지만, 막부는 이미 고인이 된 타다노리의 가신단 통제가 제대로 되지 못하였다는 점에서 타다노리의 후사였던 토리이 타다테루의 가독 상속을 인정하지 않고, 그 영지를 몰수하기에 이르렀다.
그러나, 토리이가는 토리이 모토타다 이래로 명족이라는 경위가 있어, 막부도 무너뜨릴 수 없었고, 특별한 배려로 타다테루는 노토국내의 카시마, 스즈, 후게시, 하쿠이 등 4개 군 가운데 1만석을 주어 노토 시모무라번에 입번시켰다.
겐로쿠 8년 (1695년) 5월, 타다테루가 오우미 미나쿠치번으로 1만석 가증됨과 동시에 이봉되었기 때문에 노토 시모무라번은 불과 6년만에 폐번되었고, 그 영지는 막부령이 되었다.

## 역대 번주
토리이가 (鳥居家)
- 후다이 다이묘 고쿠다카 : 1만석 (1689년 ~ 1695년)
  1. 토리이 타다테루